# TSB銀行
TSB銀行（TSB Bank plc）是英國的一家銀行，也是薩瓦德爾集團的一部分，在英格蘭、蘇格蘭及威爾斯共有630個分行，總部位於愛丁堡。TSB銀行的前身是勞埃德銀行的部分分行。

## 外部連結
- TSB Bank（页面存档备份，存于）
- TSB Careers（页面存档备份，存于）
- Whistletree Mortgages（页面存档备份，存于）
- Banco de Sabadell - UK Branch（页面存档备份，存于）